# Abbaye de Belfays
L'abbaye de Belfays (Bella fagus) est une ancienne abbaye cistercienne de femmes, située à Montigny-le-Roi, dans la Haute-Marne, en région Grand Est (ex-région Champagne-Ardenne).

## Histoire
Tandis que l'abbaye de Morimond attirait un nombre sans cesse croissant de disciples, une partie de ceux-ci avaient été mariés et avaient dû quitter leurs épouses. Arnaud, premier abbé de Morimond avait eu très tôt l'idée de faire construire une maison pour y loger celles-ci, et qui serait également régie par la règle de Cîteaux.
Ainsi est fondée en 1128 par Gautier, deuxième abbé de Morimond, l'abbaye de Belfays, près de Montigny à la source de l'un des ruisseaux qui forment la Meuse, sous le vocable de Notre-Dame, à partir de terres données par Simon, comte de Clefmont, Gérard de Dommartin, Baudouin et Aalis de Marnay. 
L'abbaye fut également dotée par les sires de Nogent et Hugues de Bannes qui lui cédèrent Issonville vers 1150 ainsi que par Foulques de Choiseul, du consentement de sa femme Alix de Vignory et de son fils Renard, qui lui céda des terres à Choiseul en 1176. Ces terres seront par la suite exploitées par des convers et des serviteurs.
Vers 1150, l'abbaye bénédictine de Chézoy est incorporée à Belfays par l'intermédiaire de l'abbaye de Morimond et devient un simple prieuré puis une grange.
En 1208, comme beaucoup d'abbayes cisterciennes, Belfays est soumise à l'abbaye Notre-Dame de Tart, près de Dijon, et l'abbesse doit se rendre à Tart chaque année pour l'assemblée générale.
Renard II de Choiseul et Alix de Dreux, sa femme, y avaient fondé leur anniversaire en 1238.
L'abbaye fut ruinée pendant les guerres du XIVe siècle et en 1393 le chapitre général de l'ordre de Citeaux réunit tous les biens de la communauté à l'abbaye de Morimond. Il n'y avait plus que deux religieuses et les bâtiments étaient en ruine. L'abbaye devint alors une grange de Morimond, tout comme Issonville et Chézoy.
Seul reste aujourd'hui le lieu-dit la ferme de Belfays situé non loin de l'aire de service de Val-de-Meuse sur l'autoroute A31.

## Filiation et dépendances
Belfays, fille de l'abbaye de Tart possède des dépendances notoires. 

### Grange d'Issonville
Elle est fondée sur des terres cédées par de Gui-le-Grand de Nogent et Hugues de Bannes vers 1150.
Elle est réunie à l'abbaye de Morimond en 1393 en même temps que l'abbaye de Belfays.
Seul reste aujourd'hui le lieu-dit la ferme d'Issonville situé à Val-de-Meuse.

### Grange de Chézoy
Initialement, Chézoy est une abbaye bénédictine fondée au début du XIIe siècle, à la durée de vie éphémère.
Vers 1150, Catalane, alors abbesse de Chézoy, la cède à l'abbaye de Morimond qui l'intègre alors à Belfays. Les religieuses de Chézoy quittent donc cette maison pour se retirer à Belfays.
Chézoy devint alors un simple prieuré dépendant de Belfays, puis une grange, qui est réunie à l'abbaye de Morimond en 1393 en même temps que l'abbaye de Belfays, et sera maintenue jusqu'à la Révolution française.
Seul reste aujourd'hui le lieu-dit la ferme de Chézoy situé non loin de l'aire de service de Val-de-Meuse sur l'autoroute A31.

## Liste des abbesses
(liste non exhaustive)[à développer]
- Catalane Ire, (alors abbesse de Chézoy), qui cède en 1150 l'abbaye de Chézoy à l'abbaye de Morimond,
- Hodoiarde, qui reçoit l'ordre en 1208 de se rendre au chapitre de Tart,
- Catalane II (peut-être la même que la première du nom), abbesse citée vers 1220,
- une abbesse non nommée qui obtient gain de cause en 1237 contre le chevalier Jacques d'Artaize.

## Sources
- L'abbé Dubois, Histoire de l'Abbaye de Morimond, 1852.
- L'abbé Roussel, Le diocèse de Langres : histoire et statistique, 1875.
- Émile Jolibois, La Haute-Marne ancienne et moderne, 1858.